# Grand Prix de Wallonie 1994
La 35e édition du Grand Prix de Wallonie cycliste a eu lieu le 12 mai 1994. Elle a été remportée par le Belge Peter Farazijn.

## Classement final
Peter Farazijn remporte la course en parcourant les 194 kilomètres en 4 h 44 à la vitesse moyenne de 40,985 km/h.
| Classement final, | Classement final,   | Classement final, | Classement final,           | Classement final, |
|                   | Coureur             | Pays              | Équipe                      | Temps             |
| ----------------- | ------------------- | ----------------- | --------------------------- | ----------------- |
| 1er               | Peter Farazijn      | Belgique          | Lotto-Vetta-Caloi           | en 4 h 44 min 0 s |
| 2e                | Udo Bölts           | Allemagne         | Telekom-Merckx              |                   |
| 3e                | Jan Nevens          | Belgique          | Vlaanderen 2002-Eddy Merckx |                   |
| 4e                | Sean Kelly          | Irlande           | Catanava                    |                   |
| 5e                | Christian Henn      | Allemagne         | Telekom-Merckx              |                   |
| 6e                | Marc Janssens       | Belgique          |                             |                   |
| 7e                | Brian Holm Sørensen | Danemark          | Telekom-Merckx              |                   |
| 8e                | Frank Vandenbroucke | Belgique          | Lotto-Vetta-Caloi           |                   |
| 9e                | Jim Van De Laer     | Belgique          | Lotto-Vetta-Caloi           |                   |
| 10e               | Stéphane Hennebert  | Belgique          | Lotto-Vetta-Caloi           |                   |
| modifier          |                     |                   |                             |                   |